# Championnat national de tennis des États-Unis 1942
Pour un article plus général, voir US Open de tennis.
Résultats détaillés de l’édition 1942 du championnat de tennis US National qui est disputée du 27 août au 7 septembre 1942.

## Palmarès
| Tableau          | Vainqueurs                           | Vainqueurs | Score                   | Finalistes                          | Finalistes           |
| ---------------- | ------------------------------------ | ---------- | ----------------------- | ----------------------------------- | -------------------- |
| Simple dames     | Pauline Betz                         | États-Unis | 4-6, 6-1, 6-4           | Louise Brough Clapp                 | États-Unis           |
| Simple messieurs | Ted Schroeder                        | États-Unis | 8-6, 7-5, 3-6, 4-6, 6-2 | Frank Parker                        | États-Unis           |
| Double dames     | Louise Brough Clapp Margaret Osborne | États-Unis | 2-6, 7-5, 6-0           | Pauline Betz Doris Hart             | États-Unis           |
| Double messieurs | Gardnar Mulloy Bill Talbert          | États-Unis | 9-7 7-5 6-1             | Ted Schroeder Sidney Wood           | États-Unis           |
| Double mixte     | Louise Brough Clapp Ted Schroeder    | États-Unis | 3-6, 6-1, 6-4           | Patricia Canning Todd Alejo Russell | États-Unis Argentine |

## Simple dames
|  |               |  |   |   |   |
|  | Finale        |  |   |   |   |
|  |               |  |   |   |   |
|  |               |  |   |   |   |
|  | Pauline Betz  |  | 4 | 6 | 6 |
|  | Pauline Betz  |  | 4 | 6 | 6 |
|  | Louise Brough |  | 6 | 1 | 4 |

## Double dames
|  |                                |  |   |   |   |
|  | Finale                         |  |   |   |   |
|  |                                |  |   |   |   |
|  |                                |  |   |   |   |
|  | Louise Brough Margaret Osborne |  | 2 | 7 | 6 |
|  | Louise Brough Margaret Osborne |  | 2 | 7 | 6 |
|  | Pauline Betz Doris Hart        |  | 6 | 5 | 0 |

## Double mixte
|  |                                     |  |   |   |   |
|  | Finale                              |  |   |   |   |
|  |                                     |  |   |   |   |
|  |                                     |  |   |   |   |
|  | Louise Brough Ted Schroeder         |  | 3 | 6 | 6 |
|  | Louise Brough Ted Schroeder         |  | 3 | 6 | 6 |
|  | Patricia Canning Todd Alejo Russell |  | 6 | 1 | 4 |